# Jean-Joseph vander Haeghen

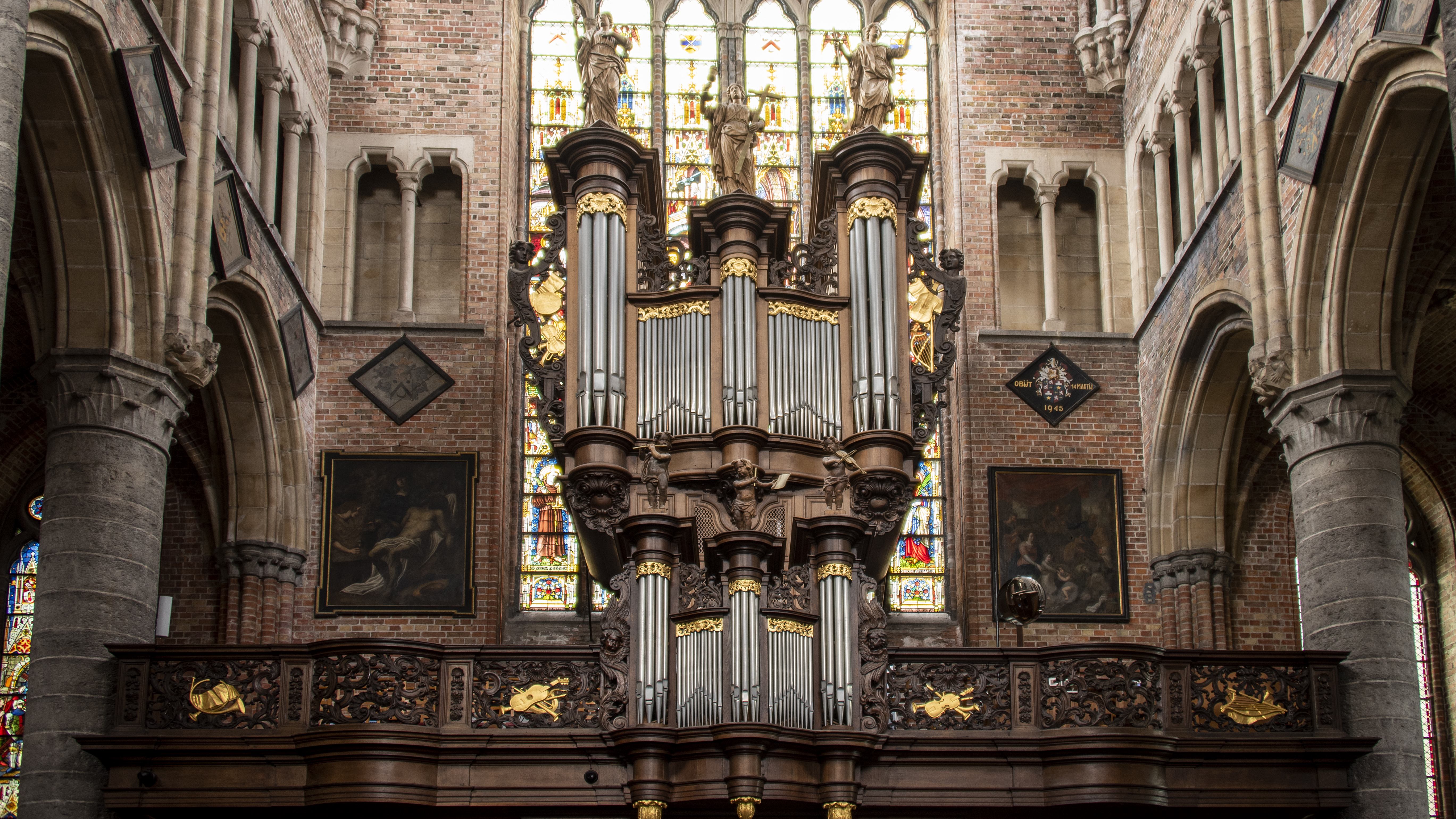
Het kerkorgel in de Sint-Walburgakerk te Veurne

Jean-Joseph vander Haeghen (geboren naar verluidt in Wetteren) was een 18de-eeuws orgelbouwer.  
Hij is geschoold in het atelier van Jean-Baptiste Forceville, misschien door Pieter Van Peteghem. Hij vestigt zich eerst in Gent, wijkt daarna uit naar Rijsel vanaf minstens 1749. Aanvankelijk werkt hij in Rijsel samen met orgelmaker J.-B. Frémat. Vanaf 1755 werkt hij er in vennootschap met P.H. Gobert.
Naast Jean-Joseph vander Haeghen behoren ook de orgelbouwers Egidius Le Blas, Jean-Baptiste Goynaut, Pieter Van Peteghem allemaal tot de zogenaamde 'school van Forceville'.

## Werklijst orgels
- 1765: Poperinge, Sint-Jan
- 1769: Watou
- 1774: Gijverinkhove, Sint-Pieterskerk (goed bewaard)
- 1789: Krombeke, Sint-Blasiuskerk
- Sint-Walburgakerk te Veurne